# 地球の上に生きる
『地球の上に生きる』（原題Living On The Earth）はアメリカの作家アリシア・ベイ＝ローレルが執筆し1970年にアメリカで出版された著作。安全なトレッキングの仕方から簡単な小屋の建て方。家具の作り方。工作、農作業、料理、病気の手当など大地のリズムに従って、シンプルに生きる方法を綴った指南書である。
アリシア・ベイ＝ローレルの代表作であると同時に、現在ではヒッピー・カルチャーを代表する作品の一つ。世界各国で翻訳され、日本語版は草思社より1972年より出版され、現在まで定期的に増刷されている。
エコムーブメントにより再発見され、近年人気が再燃している。
日本では、深町眞理子によって翻訳され、草思社より出版されている。
詩人の谷川俊太郎が「この本にしるされたことを、かたっぱしから自分の手で試したい、せめて試すことを夢見たい。それだけでも私の人生は、きっと根本から変るだろう」という帯コメントを寄せた。2009年には日本における発行部数が8万部を超えた。

## 関連作品
書籍
- Living On The Earth（原語版）
- 太陽とともに生きる（草思社）翻訳者：深町眞理子